# Slagelse FH
Maillots
Dernière mise à jour : 17 décembre 2017.
Le Slagelse Forenede Håndboldklubber ou Slagelse FH, est un ancien club danois de handball féminin basé à Slagelse.
Le club a été renommé Slagelse Dream Team (ou Slagelse DT) entre 2005 et 2008.
Sous la houlette d'Anja Andersen à compter de 2000, le club accède à l'élite danoise puis devient le plus grand club d'Europe, remportant trois Ligues des champions en l'espace de quatre ans.
Mais depuis 2008, le déclin sportif a précipité le déclin financier et en février 2013, le club, en faillite, est contraint de dépose le bilan.

## Palmarès
compétitions internationales
- vainqueur de la Ligue des champions (3) en 2004, 2005 et 2007
- vainqueur de la coupe EHF (1) en 2003

compétitions nationales
- vainqueur du championnat du Danemark (3) en 2003, 2005 et 2007
- vainqueur de la coupe du Danemark (1) en 2003

## Joueuses célèbres
- Carmen Amariei Lungu : de 2005 à 2007
- Camilla Andersen : de 2001 à 2004
- Katarina Bulatović : de 2006 à 2008
- Stéphanie Cano : de 2003 à 2004
- Ausra Fridrikas : de 2002 à 2005
- Hong Jeong-ho : de ? à 2003
- Rikke Hørlykke : de 2004 à 2006
- Mia Hundvin : de 2001 à 2003
- Janne Kolling : de 2000 à 2001
- Lee Sang-eun : de septembre à décembre 2002
- Cecilie Leganger : de 2004 à 2008
- / Bojana Popović (Petrović) : de 2002 à 2007
- Irina Poltoratskaïa : de 2004 à 2006
- / Maja Savić : de 2004 à 2008
- Rikke Schmidt : de 2002 à 2005
- Emilia Toureï : de 2005 à 2008

## Entraîneurs célèbres
- Anja Andersen : de 2000 à 2008